# Олександр ІІІ Корня
Олександр ІІІ Корня (1490 — 23 лютого 1541) — господар Молдовського князівства (грудень 1540 — лютий 1541) з роду Мушатовичів. Онук господаря Петра ІІІ Арона, син господаря Богдана ІІІ Сліпого, чи його брата Іллі, страченого у Польщі на прохання Стефана III Великого.

## Життєпис
Невдоволені засиллям турків бояри вбили господаря Стефана V Лакуста і посадили господарем портаря Сучави Олександра ІІІ Корня. Вони мали надію отримати підтримку Габсбургів і поляків. Господар мав намір повернути у молдовське володіння Тягиню, але його військо в ході блокади не змогло захопити її замку. Турки домовились з колишнім господарем Петром Рарешом, якому надали для підтримки 3 000 яничарів. Бояри зрадили Олександра ІІІ Корня в битві під Галацом. 
Господаря стратили 23 лютого 1541, а його бояр — 11 березня.